# Везироглу, Баба
Баба Везироглу Месимов (азерб. Baba Vəziroğlu; род. 10 января 1954 года, Моллаисаклы, Исмаиллинский район, Азербайджанская ССР, СССР) — азербайджанский поэт, прозаик, переводчик, кинодраматург, заслуженный деятель искусств Азербайджана (2005), член Союза писателей Азербайджана.

## Биография
Учился в Московском литературном институте имени М. Горького. Литературную деятельность начал в журнале «Улдуз» (Звезда).

## Творчество
Пишет прозу, стихи. Им переведено на азербайджанский язык огромное количество классических русских стихотворений.
Его произведения были переведены на ряд языков народов мира. На его тексты написано более тысячи песен, снято множество фильмов. Сотрудничает с такими известными азербайджанскими композиторами, как Кямал, Фаик Суджаддинов, Эльдар Мансуров, Эльчин Иманов.

## Произведения
- «Утренний поезд», (сборник стихов), (1980)
- «Забытая встреча», (сборник стихов), (1985)
- «Очаг», (сборник стихов), (1989)
- «Дорога», (сборник стихов), (1992)
- «Мир не стоит слез», (сборник стихов), (1998)

## Награды
- Орден «Честь» (11 января 2024 года) — за многолетнюю плодотворную деятельность в развитии азербайджанской литературы[4].
- Орден «Слава» (10 января 2020 года) — за заслуги в развитии азербайджанской литературы[5].
- Заслуженный деятель искусств Азербайджана (1 августа 2005 года) — за заслуги в развитии азербайджанского кинематографа[6].
- Награда «Поэт-песенник года» премии «Best of the best» Азербайджана (2010 год)[7].